# Mora
mora是日本索尼音乐娱乐旗下的Label Gate公司运营的日本数字音乐下载服务网站。

## 概要
mora的名称来自。
日本索尼音乐娱乐旗下的唱片公司所属的艺术家的歌曲在iTunes Store上发布之前的一段时间，mora是唯一的购买渠道（西洋音乐和日本传统音乐分别在2012年2月和11月日本传统音乐开始西洋音乐开始在iTunes Store提供数字音乐下载服务）。
试听歌曲必须安装Microsoft Silverlight(无法兼容Microsoft Edge等最新的浏览器，是预计将停止开发的插件），在一些浏览环境下无法试听。

### 2012年9月之前
2004年3月mora开始运营至2012年9月，使用了应用索尼的OpenMG X的“Label Gate MQ”方式提供数字音乐下载服务，歌曲格式是以比特率为132kbps为主的ATRAC3 / ATRAC3plus格式。这种使用OpenMG X和ATRAC格式的歌曲文件在使用上受到很多限制，只能在安装有x-アプリ（包括以前的SonicStage等）等专用软件的Windows电脑和Walkman（2007年以来面向海外市场的型号（型号以NWZ-开头）和面向一些日本国内市场的型号（型号以NWD-开头）除外）为主的一些机器上使用。关于到2012年3月29日结束服务的mora win也几乎一样，可以在Windows电脑和相应的几种型号的手机/智能手机上使用。
但是，在使用AAC数年以前，在2010年4月开始运营Android智能手机专用服务“mora touch”上就使用了AAC 128kbps格式AAC。2012年10月的更新和mora进行了统一。

### 2012年10月以来
2012年10月1日更新后，使用了不含数字版权管理（DRM）的AAC-LC（MP4） 320kbps格式。2012年10月1日曲库中有约150首歌曲，2012年9月之前提供的歌曲（约300万首）的一部分并没有被提供。这是因为唱片公司需要重新准备AAC音源，剩余歌曲也将依次开始以AAC格式重新发布，2012年内曲库会恢复与2012年9月之前大致相同的歌曲数量。此外，2012年9月之前购买的ATRAC格式的歌曲不能以再次以AAC格式下载。
以前，购买和下载（ATRAC格式以及像OpenMG等DRM处理）必须使用x-アプリ等配套的软件，更新后通过网页浏览器以及Media Go购买成为可能，此外，除了Windows之外的操作系统、智能手机、PSP、PS Vita也获得支持。另外，没有DRM限制后，将音乐传送到一些不支持DRM的Walkman（型号以NWD-开头的机器）也成为可能。另一方面，更新的同时过去面向Walkman的软件（x-アプリ3.0以前、SonicStage所有版本、CONNECT Player等）停止服务。今后以同日发布的x-アプリ4.0（及之后版本）提供支持。
但是，由于AAC文件中附带的元数据的问题，传送到iPhone、iPod touch等使用iOS系统的机器的歌曲会发生无法播放的问题，必须使用iTunes重新编码。通过2012年12月发布的“mora下载器”（为通过浏览器购买、下载提供支持的程序）下载的歌曲不会发生这个问题。

## 沿革
- 1999年12月 - 支持索尼的MagicGate Memory Stick・ATRAC格式的MSWalkman NW-MS7发售，抓轨软件OpenMG JukeBox作为附带软件提供。索尼音乐娱乐 (日本)开设了日本国内第一家唱片公司直营的数字音乐下载服务网站“bitmusic”。
- 2000年4月3日 - 由索尼和SCN、索尼音乐娱乐 (日本)、爱贝克思集团等日本国内的十家唱片公司出资，Label Gate公司成立。

制定了使用ATRAC・OpenMG（数字版权管理技术）的Label Gate方式。bitmusic、@music(爱贝克思旗下)等同阵营的数字音乐下载服务网站的播放软件“Label Gate Player”开始提供免费下载和基础支持。下载服务网站是每个唱片公司独立运营的。
- 2001年 - 作为Label Gate Player的改良版，“Madison Player”开始提供免费下载。
- 2002年8月 - 支持Net MD的使用ATRACplus・OpenMG X组合的Label Gate MQ方式发布，作为配套软件，MAGIQLIP开始提供免费下载。将通过数字音乐下载服务购买的歌曲传送到Net MD机器成为可能。
- 2003年 - 索尼音乐娱乐 (日本)开始发布使用防拷贝CD“Label Gate CD”（《迎向未来》等）的新型CD软件。
- 2004年3月31日 -  Label Gate作为运营主体的数字音乐下载服务网站“mora”开始运营。

从这以后唱片公司各自独立运营的数字音乐下载服务网站效仿iTunes Store的形式集中成为门户网站。
- 2004年10月20日 - 支持Windows Media Player的发布服务“MusicDrop”开始运营（2006年9月改为“mora win”，2012年3月停止服务）。
- 2004年11月17日 - 作为MAGIQLIP2的接替者，SonicStage 2.3 for Mora开始免费下载。此外，当时实行了SonicStage 2.X单独的免费下载（这是VAIO、对应ATRAC播放的Walkman・SoundGate・Clié的控制软件。）。在MAGIQLIP中保存的已购买的歌曲可以在同一台电脑上安装的SonicStage上输出。
- 2005年2月24日 - 雅虎日本的音乐下载服务开始发布mora提供的ATRAC3格式的歌曲。
- 2005年12月14日 - Oricon公信榜的“ORICON STYLE”开始发布mora提供的ATRAC3plus格式的歌曲（2006年11月30日结束）。
- 2006年3月15日 - 开始发布ATRAC3plus 256kbps格式的歌曲。[6]
- 2006年9月26日 - 面向Windows Media Player的发布服务“MusicDrop”名称变更为“mora win”。
- 2006年10月26日 - HMV日本的“HMV DIGITAL”（2010年2月停止服务）开始发布mora提供的ATRAC3格式的歌曲。
- 2007年10月2日 - 面向Windows Media Player的发布服务名称变更为“mora win Type1 Music Store”。
- 2010年4月1日 - Xperia发布的同时，该终端上用来下载音乐的应用程序“mora touch”开始提供。
- 2012年3月29日 - “mora win”停止服务。
- 2012年9月30日 - 次日全面更新的机器中使用ATRAC3/Label Gate MQ方式的“mora touch”结束服务。这伴随着“x-アプリ”3.0以前、“SonicStage”全版本、“CONNECT Player”全版本、“LISMO Port”4.4以前的版本结束支持。
- 2012年10月1日 - 以“WALKMAN官方音乐商店”全面更新。开始提供AAC-LC 320Kbps、解除DRM限制的歌曲。同时开始提供浏览器版和智能手机应用程序。
- 2012年12月21日 - 为通过浏览器购买、下载、文件管理提供支持的应用程序“mora下载器”开始提供。
- 2013年1月24日 - 面向Windows 8、Windows RT商店应用程序“mora ～"WALKMAN"官方音乐商店～”开始提供。
- 2013年10月17日 - 44.1～192kHz/24bit FLAC格式、没有DRM限制的高解析度音源开始发布。同时还开放了通过Media Go[7]”购买、下载；通过Walkman F880系列的mora应用程序购买、下载高解析度音源的功能。
- 2013年12月5日 - 开放了通过Walkman ZX1的mora应用程序购买、下载高解析度音源的功能。
- 2013年12月26日 - 开放了通过三星电子和LG制造的一些智能手机中的mora应用程序购买、下载高解析度音源的功能。
- 2014年4月21日 - 随着x-アプリ升级，开放了提供x-アプリ购买、下载高解析度音源的功能。此后，在电脑上只有mora下载器不能下载高解析度音源。
- 2014年5月20日 - 开放了通过索尼移动通信制造的一些智能手机中的mora应用程序购买、下载高解析度音源的功能。
- 2014年7月3日 - 开放了通过iPhone、iPad等iOS终端浏览器购买的功能。另外作为iOS版下载器兼播放程序的“mora player”也开始提供。
- 2015年1月9日 - 但是，当天发现了一些可以播放DSD歌曲的终端和播放器不能播放这些歌曲，因此发布到21日中断[8][9]。
- 2015年2月5日 - mora下载器开始支持高解析度音源。
- 2015年10月22日 - 通过Media Go下载时的扩展名变更（.mp4 → .m4a / .m4v）。
- 2015年11月12日 - mora下载器开始支持Mac。
- 2016年6月30日 - Windows商店应用程序的服务停止。
- 2017年9月15日 - Sony宣布mora於2017年12月19日在臺灣停止服務，但其他地區的營運則不受影響。

## 使用方法

### 更新前
在下载x-アプリ等支持的软件后，接着在mora网站上结帐便可以下载歌曲。另外，每首歌曲传输到Walkman等设备和制作成CD的次数限制存在差异。

### 更新后
更新后的mora内容分为“音乐”、“视频”、“高解析度音源”几个大类。不论什么内容都没有应用数字版权管理技术。
音乐
AAC-LC 320kbps

H.264 SD画质 音频比特率：128kbps。主要是音乐录像带。
高解析度音乐
FLAC 44.1～192kHz/24bit
DSD 2.8MHz～5.6MHz/1bit
根据商品的不同采样率有所不同。
| 下载途径                    | 适用于 | 扩展名 | 扩展名 | 扩展名             | 文件路径                                                                             |
| 下载途径                    | 适用于 | 音乐   |        | 高解析度音乐       | 文件路径                                                                             |
| --------------------------- | --- | ------ | ------ | ------------------ | ------------------------------------------------------------------------------------ |
| Media Go （2.5a之后的版本） | 使用高解析度音频的场合 使用2013年秋以来发售的Walkman的场合 使用Xperia等智能手机的场合 使用平板电脑的场合 使用PSP的场合 使用支持MTP/MSC传输的设备的场合                                                                 | .m4a   | .m4v   | .flac .dsf .dsdiff | 各应用程序的既定文件夹 /艺术家名/专辑名/序号和曲名.扩展名 （Media Go 2.7之后的版本） |
| x-アプリ （4.0之后的版本）  | 使用高解析度音频的场合（6.0之后的版本） 使用诸如USB-DAC等比特完美播放（ASIO/WASAPI）的场合（同上） 使用2013年之前发售的Walkman的场合 在使用LISMO Port、旧版SonicStage的场合 使用2012年9月之前购买的带有DRM的歌曲的场合 | .mp4   | .mp4   | .flac .dsf .dsdiff | 各应用程序的既定文件夹 /艺术家名/专辑名/序号和曲名.扩展名 （Media Go 2.7之后的版本） |
| mora下载器                  | 使用诸如iTunes等iOS终端的场合 通过浏览器下载的场合 在OS X下载的场合 | .m4a   | .m4v   | .flac .dsf .dsdiff | 各应用程序的既定文件夹 /艺术家名/专辑名/序号和曲名.扩展名 （Media Go 2.7之后的版本） |
| 浏览器                      | | .m4a   | .m4v   | .flac .dsf .dsdiff | Download/序号和曲名.扩展名                                                           |
| Android应用程序             | 使用Android终端的场合。必须从Google Play下载。 限于支持高解析度音源的型号。 关于右侧的扩展名，搭载Android系统的Walkman对应上段，其它Android终端对应下段。                                                              | .mp4   | .mp4   | .flac .dsf .dsdiff | Download/mora/序号和曲名.扩展名                                                      |
| Android应用程序             | 使用Android终端的场合。必须从Google Play下载。 限于支持高解析度音源的型号。 关于右侧的扩展名，搭载Android系统的Walkman对应上段，其它Android终端对应下段。                                                              | .m4a   | .m4v   | .flac .dsf .dsdiff | Download/mora/序号和曲名.扩展名                                                      |

通过浏览器结算的情况下，可以使用“打包下载”。使用这个功能时会下载“.mora”结尾的文件，在期限内打开这个文件，将启动mora下载器，可以下载实际的文件。

### 结算方法
以前在SonicStage和网页浏览器可以使用的结算方法存在差异，2007年5月开始，统一了结算方法。
- VISA、MasterCard、JCB、Diners Club信用卡[11]
- WebMoney/WebMoney for mora
- BitCash
- 乐天Edy - 只支持Internet Explorer和x-アプリ[12]
- NET CASH/mora music card
- 乐天ID结算
- Yahoo!钱包
- au 简易结算
- DOCOMO 手机支付 - 只支持Android应用程序
- 软银集中支付 - 只支持Android应用程序

信用卡结算时，一个月的使用额一次性结算，并在月末请求支付。即使结算还没有完成也可以下载。通过各类电子货币结算后会在八天后返现。Edy会通过“Edy礼物”的形式返现。另外，因为通过SonicStage、x-アプリ购买歌曲后会自动下载，所以不能取消。

## 脚注
1. ↑  . AV Watch. 2010-01-21  [2012-10-02]. （原始内容存档于2016-05-25）.
2. ↑  . AV Watch. 2012-09-20  [2012-10-02]. （原始内容存档于2012-09-23）.
3. ↑  . 2012-10-01  [2012-10-02]. （原始内容存档于2020-05-22）.
4. ↑  2012年10月更新后现在在这些软件中使用mora会出现服务已停止的通知和とx-アプリ(4.0)的下载链接和跳转到网页版mora的页面（x-アプリ(3.0之前的版本) （页面存档备份，存于）/SonicStage （页面存档备份，存于）/CONNECT Player （页面存档备份，存于）/LISMO Port(4.4之前的版本) （页面存档备份，存于））。
5. ↑  . AV Watch. 2012-09-20  [2012-10-02]. （原始内容存档于2016-05-12）.
6. ↑  .   [2016-10-08]. （原始内容存档于2020-05-22）.
7. ↑  2.5a之后的版本。
8. ↑  . mora. 2015-01-09  [2015-01-11]. （原始内容存档于2020-05-22）.
9. ↑  因为DSDIFF中元数据的存储方式存在问题。
10. ↑  使用PS Vita时，如果将目录管理助手设定为Media Go的话也可以使用。
11. ↑  Visa借记卡和One-time debit在2011年8月31日停止支持。
12. ↑  因为x-アプリ的mora浏览器使用了Internet Explorer。